# Nadeschda Wiktorowna Tschastina
Nadeschda Wiktorowna Tschastina (russisch Надежда Викторовна Частина, engl. Transkription Nadezhda Chastina, geb. Колесникова – Kolesnikowa – Kolesnikowa; * 19. Juli 1982 in Dimitrowgrad) ist eine russische Biathletin.
Nadeschda Tschastina gab ihr internationales Debüt 2000 im Rahmen der Junioren-Sommerbiathlon-Weltmeisterschaften in Chanty-Mansijsk, wo sie Dritte im Sprint, hinter der Siegerin Tatjana Moissejewa Zweite der Verfolgung und mit Moissejewa und Irina Fomina Siegerin im Staffelwettkampf wurde. An selber Stelle nahm sie im Winter 2001 an den Junioren-Weltmeisterschaften teil und belegte dort den Platz 15 im Einzel und gewann mit Moissejewa und Julija Makarowa Staffelgold. Bei der Junioren-WM 2001 in Ridnaun konnte sie den Titel im Einzel erringen, wurde 15. im Sprint, 13. des Verfolgungsrennen und mit Tatjana Brioukhanowa und Jelena Dawgul Dritte im Staffelrennen. Wenig später nahm Tschastina auch an den Junioren-Europameisterschaften in Kontiolahti teil und wurde dort Fünfte im Sprint, Siebte der Verfolgung und mit Dawgul und Uljana Denissowa Vize-Europameisterin der Junioren. 2003 startete die Russin bei ihrer letzten Junioren-WM und EM. Die WM in Kościelisko brachte eine Silbermedaille im Einzel hinter Ute Niziak und Gold mit Jana Romanowa und Denissowa im Staffelwettbewerb. Weniger gut waren die Ergebnisse bei der EM in Forni Avoltri mit Rang sechs im Sprint als bestem Resultat.
Seit Beginn der Saison 2003/04 startet Tschastina bei den Frauen und in deren Biathlon-Europacup. Bei ihren ersten Rennen in Ridnaun wurde die Russin Zehnte im Sprint und 15. im Verfolgungsrennen und gewann damit erste Punkte in der Rennserie. Zwischen 2004 und 2006 nahm die Russin an keinen internationalen Wettkämpfen teil. Ihr Comeback feierte Tschastina bei den Biathlon-Europameisterschaften 2007 in Bansko. Im Einzel erreichte sie den 29., im Sprint den 18., in der Verfolgung den 12. und mit der Staffel den fünften Platz. Bei den Sommerbiathlon-Weltmeisterschaften 2007 in Otepää kamen die Plätze 19 im Sprint und 18 in der Verfolgung in den Wettbewerben auf Skirollern hinzu. Bei der EM 2008 in Nové Město na Moravě lief sie einzig das Einzel und wurde dort 21. Erfolgreich verliefen die Sommerbiathlon-Weltmeisterschaften 2008 in der Haute-Maurienne. Im Sprint wurde sie Achte, in der Verfolgung verpasste sie als Viertplatzierte ebenso wie auf demselben Rang in der Verfolgung Medaillen nur knapp.